# 冷面天使
[
《冷面天使》是由日本漫畫家八木教广创作的校園漫画。於1992年到2000年在月刊少年Jump（集英社）上连载，全15卷。1996年12月13日发售OVA。连载中期画风转变为现实主义，丰富的画面描写获得长期连载。

## 劇情簡介
主人公北野诚一郎是面容凶恶但内心善良的好人，这种反差造成了许多误会，以至于他被当成吸食安非他命的“恶人”，因此意外成为学校小混混的老大。

## 登場人物
- 登场人物的名字大多是当时有名的画家、藝術家。

### 碧空高中
北野誠一郎（聲：飞田展男（日本）；吳東原（台灣））
本作主人公。面容如恶魔般凶恶，但内心有如天使的善良。是碧空高校的转校生，品学兼优的好学生。头发早起后会很乱，因此用发蜡固定（不然则会根根竖起）。眉毛很稀疏，眼睛是“恶人专用”的下三白眼。有了这样的容貌，“恶魔的脸的少年”便出现了。
在转校前的学校，北野得到了周围人的理解。可是到了碧空高中，自转校那天起，北野就被误解为不良少年。北野的恐怖气氛漫布了整个学校，并且成为了碧空的老大。虽然有着优秀的成绩，善良与宽厚的性格，以及绝对不做粗暴行动的行事风格，可是在恐怖的面容下，不谙世故而且天然呆的北野，他所有的一切被当作老大深藏不露的气质。
由于种种意外，北野使用他强有力的“武器”——气势——迅速征服了称霸碧空的黑田三人组和竹久等人。接着，在无意识的情况下，因为天生的反射神经和运动细胞，使用出让对方攻击无效化的高等格斗防御技术，以及能将对方击出数米高空并瞬间窒息昏迷的倾力双掌击，之后又平定了以不良少年闻名的白云高中……由于辉煌的战绩，“北野诚一郎的传说”笼罩着整个碧空市。中期表示喜歡良子，与良子的关系似远似近，有时又是恋人关系，最後與良子正式成為情侶。
父亲：北野龙一郎
- 班级：1年11组
- 战绩：18胜 1败 2平手 2停战

小矶良子（声优：樱井智（日本）；馬君珮（台灣））
碧空高中的女学生。特点是一头黑色长发的美少女。良子的父亲开办了古武术的道场，良子本人也是本作中有很强实力的人。有着决不放过罪恶与黑暗的性格，屡次帮助被不良少年纠缠的学生。最开始把北野当成不良少年，于是与之决斗。不过，最后成为了第一个理解北野的人。当她知道了北野不喜欢格斗的事之后，便代替北野进行战斗。之后，两人的感情随剧情发展而日渐深厚，与北野的关系似远似近，有时又是恋人关系，最後與北野正式成為情侶。白滝几奶转到碧空之后，良子让其首尝败绩。在此之后，与白滝几奶关系改善，加上好友郁子的三人行动组经常一起出没。
名字由来：小矶良平。
父亲：小矶平三
- 班级：1年7组
- 战绩：13胜 1败 1平手 1停战

黑田清吉（声优：石井康嗣（日本）；熊肇川（台灣））
碧空高中不良少年的前老大。多年为上届老大鞍前马后的跑腿。上届老大走后，自认为成了新一届的老大，直到他遇到北野。总是带着2个小弟（时山五郎、大下次郎）。体格强壮，臂力过人。不过，因性格胆怯而战绩恶劣。若是看见看起来比自己弱的人就会立马上去攻击，反过来看起来强又打败过自己的人(如竹久、几奶等)则会变得很弱。学习成绩很差，经常被须田等人用花言巧语操纵，是个头脑简单、一根筋思考的人。单恋着小矶良子。在第一话中就被北野恐怖的长相吓倒，立即让出老大的位置，自愿成为北野的小弟。敬畏北野，不过失去老大的位置，加上对良子的恋情，也给北野制造了一些乱子，造了一些谣言。有时，黑田在被逼入绝境后就会发挥出强大的“睡狮”的力量，不过那个“睡狮”平时似乎睡得很熟。
名字由来：黑田清辉
- 班级：3年4组
- 战绩：4胜 13败

竹久优二（声优：津久井教生（日本）；吳東原（台灣））
身材矮小，是个左撇子。不过，初中时期就是具有“大闹天宫”的实力人物，刚进校就因打老师而被停学。天生一头茶色的头发，不过，停学之后染成了金发。停学期间跑到学校，发现北野做了老大就向其挑战，结果又成了北野恐怖面容的牺牲品，日后始终对北野绝对忠诚，就算在漫画后期知道北野并非不良以后，对其态度依旧没变。性格粗暴，只要头脑一发热就马上想通过暴力解决。不过不会无端攻击普通学生。成为了北野的小弟后经历了大大小小数次战斗，实力不断变强，始终在同伴中处于高水平。初次遇见几乃，也被她冷不防的里拳攻击了。
名字由来竹久梦二
- 班级：1年11组。
- 战绩：11胜3败

荻须高志
碧空高中一年级的转校生。特点是红发，与北野一样的三白眼。转校后就立刻图谋称霸学校，不过，第一天就被所见过的每一个碧空高中不良少年打得惨败（战绩0：4）。把黑田当做老大，而把北野当成No.2。与良子同在1年7组。打架纯粹为了寻求更强，与几乃多次决斗，也与平三郁子挑战作为练习。不过，基本上都被打倒。自称精通各式格斗，转校到碧空以前是由于在吵架败北了。不过在碧空形势就大不一样了。虽然说碧空是强者的天下，荻须高志的命运似乎还是败北。
名字由来荻须高德
- 班级：1年7组
- 战绩：1胜 8败

白滝几奶
为了打败北野，与父亲一起被其它学校派遣来的格斗美少女。一头茶色的短发。与良子相同的是，格斗是偏向于技术加速度的风格。转校第一天就打遍了全校所有的不良少年，敌视北野和良子，不过，在得知北野绝非不良少年的事以后与之和好。似乎周围有一层冷气让人难以接近，不过，与普通学生的关系良好，乐于助人。在碧空的时间长了以后，渐渐打开心扉。黑田给她取绰号为“褐髮臭娘们”→“臭褐娘们”。
另一方面，几奶也是漫画作者八木教广的最新作品“大剑”的主人公，克蕾雅的原型。
父亲：白滝元
名字由来白泷几之助
- 班级：1年12组。
- 战绩：9胜1败 2平手

平山郁子
良子的好友。黑田称之为“小矶良子的好友A”。经常和良子在一起聊天，知道很多良子的秘密。知道北野的真正身份。最初作品并未公布她的名字。
班级：1年7组。
名字由来平山郁夫

### 白云高中
儿岛猛（声优：中田和宏（日本）；熊肇川（台灣））
白云老大。以前练过拳击。北野拣到儿岛的钱包，来儿岛的学校交还给他，他却误以为北野是来学校挑战的，而下战书让北野到公园“了结”。体格强壮，步法轻巧，几次把北野打倒在地，而最后被北野一击推倒。
名字由来儿岛虎次郎
速水舟一（声优：陶山章央（日本）；吳東原（台灣））
白云的No.2。误解北野而挑起争端，不过，被北野恐怖的外表震慑，撤退的速度非常快。初中时代与竹久对战时，虽然开始占上风，但是被竹久抓住机会一记左钩拳打倒。
名字由来速水御舟

### 飞轮高中
中西
飞轮高中老大。一般传言为比儿岛猛要强很多，额头的疤据说是与黑道人物对战时留下的。带领众多手下来到北野和良子游览的公园，被北野军团击破。
坚山
飞轮高中的不良少年。性格好强固执，经常拿着木刀。连儿岛猛都敬而远之。在攻击黑田的地方被良子打倒，因此决心袭击良子。后来得知北野只是普通学生，不过，他还是被怀有保护良子的意念的北野打倒。
名字由来坚山南风

### 早蕨学园高中
镝木清美
摄影部部长。为拍一些恐怖暴行的照片，入侵北野所在的碧空高中。几次拍摄不成功之后，最终开始了与北野的战斗。后来在快被卡车压到的千钧一发的时刻，北野却救了她。与北野有相当的运动能力，移动速度也相当。
名字由来镝木清方

### 北野家族
北野龙一郎
北野诚一郎的父親，原朔风高中學生。與诚一郎一樣面容如恶魔般凶恶，被误解为惡人，但内心很善良。再打倒浅井忠次后与浅井碧的关系逐渐密切，结婚生子。
北野碧
北野诚一郎的母亲，原名浅井碧，原朔风高中學生，高中时代就是谈吐大方，性格和善的美少女。接受浅井忠次希望打倒北野龙一郎的请求。此后与龙一郎的关系逐渐密切，结婚生子，希望一家三口平静地过日子。总喜欢穿黑色的便服，在外人看来有一种 魔女 的印象。良子初次见面对她的印象是“恐怖而美丽”。

## 單行本
| 卷數 | 標題 | 發售日期      | ISBN               |
| ---- | ---- | ------------- | ------------------ |
| 1    |      | 1993年8月4日  | ISBN 4-08-871105-X |
| 2    |      | 1994年2月4日  | ISBN 4-08-871107-6 |
| 3    |      | 1994年8月4日  | ISBN 4-08-871145-9 |
| 4    |      | 1995年1月11日 | ISBN 4-08-871146-7 |
| 5    |      | 1995年7月4日  | ISBN 4-08-871147-5 |
| 6    |      | 1995年12月1日 | ISBN 4-08-871148-3 |
| 7    |      | 1996年3月4日  | ISBN 4-08-871149-1 |
| 8    |      | 1996年8月2日  | ISBN 4-08-871150-5 |
| 9    |      | 1997年2月4日  | ISBN 4-08-872339-2 |
| 10   |      | 1997年8月4日  | ISBN 4-08-872360-0 |
| 11   |      | 1998年2月4日  | ISBN 4-08-872522-0 |
| 12   |      | 1998年8月4日  | ISBN 4-08-872596-4 |
| 13   |      | 1999年2月4日  | ISBN 4-08-872676-6 |
| 14   |      | 1999年8月4日  | ISBN 4-08-872753-3 |
| 15   |      | 2000年4月4日  | ISBN 4-08-872857-2 |

### 漫畫文庫
| 卷數 | 發售日期      | ISBN                   |
| ---- | ------------- | ---------------------- |
| 1    | 2007年2月16日 | ISBN 978-4-08-618604-9 |
| 2    | 2007年2月16日 | ISBN 978-4-08-618605-6 |
| 3    | 2007年4月18日 | ISBN 978-4-08-618606-3 |
| 4    | 2007年4月18日 | ISBN 978-4-08-618607-0 |
| 5    | 2007年5月18日 | ISBN 978-4-08-618608-7 |
| 6    | 2007年5月18日 | ISBN 978-4-08-618609-4 |
| 7    | 2007年6月15日 | ISBN 978-4-08-618610-0 |
| 8    | 2007年6月15日 | ISBN 978-4-08-618611-7 |
| 9    | 2007年7月18日 | ISBN 978-4-08-618612-4 |
| 10   | 2007年7月18日 | ISBN 978-4-08-618613-1 |

## OVA
1996年12月13日，东映影音公司制作並發行本作品的OVA系列。收录漫画作品的ACT.1～ACT.6（也即第1卷）的内容作为动画版。
各話標題
- ACT.1最恐怖的脸登场!!
- ACT.2传说的揭幕!!